# Yves Raguin
Pour les articles homonymes, voir Raguin.
Yves Raguin, né le 9 novembre 1912 à Sainte-Catherine-de-Fierbois (France) et décédé le 9 décembre 1998 à Taipei, Chine (Taïwan), était un prêtre jésuite français, missionnaire en Chine et sinologue. Il fut le principal collaborateur du grand dictionnaire chinois, en six volumes, appelé Grand Ricci. 

## Biographie
Yves Raguin est né en novembre 1912 à Sainte-Catherine-de-Fierbois, près de Chinon (Indre-et-Loire), dans une famille de propriétaires terriens. Il était le troisième de six garçons.
Il effectue sa scolarité au collège Saint-Joseph de Poitiers, est ordonné prêtre à Fourvière en 1942 et achève sa formation théologique à l'Institut catholique de Paris. Là, il rencontre de jeunes Chinois comme Vincent Ou, François Houang, Vincent Tsu qui deviendra son compagnon jésuite. Il suit les cours de René Grousset, de Paul Pelliot, de Paul Demiéville à l'École des langues orientales et nourrit déjà le projet de composer un grand dictionnaire.
Il part ensuite pour les États-Unis. Il séjourne à Harvard, où il est accueilli par Serge Elisseeff ; il commence la préparation d'un doctorat, sans abandonner son idée de dictionnaire. Il ressemble la documentation de dix-sept dictionnaires chinois. Il abandonne alors son doctorat et s'embarque pour Shanghai. Arrivé le 30 avril 1949, un mois avant les troupes maoïstes, à l'université l'Aurore. Pendant quatre ans, dans le secteur de Zikawei, au sud de Shanghai, une dizaine de jésuites français vont travailler : Claude Larre, Jean Lefeuvre, Paul Beauchamp notamment. Yves Raguin participe également à la traduction en chinois de Jésus en son temps et L'Histoire de l'Église du Christ, deux œuvres de l'historien ecclésiastique Daniel-Rops, et du Petit Larousse français.
En 1953, comme tous les missionnaires étrangers, il doit quitter la Chine continentale, alors sous la coupe du parti communiste et s'installe à Taïwan, à la 'résidence Loyola' de Taichung où travaillent 25 prêtres et 5 frères attachés à la rédaction de lexiques en chinois à partir de 5 langues européennes. Un dictionnaire latin (alors langue de communication à l'intérieur de l'Église catholique) - chinois était rédigé. Avec le père Joseph Motte, le père Raguin reprend le projet ambitieux initié par le père Eugène Zsamar (Zsámár Jenő), un Hongrois : éditer un dictionnaire culturel. Ce sera le Grand Ricci (paru en six volumes après sa mort) qui présentera la littérature, l'histoire, les religions de la Chine mises à la portée des étudiants étrangers apprenant le chinois, précédé en 1976 de la parution du Petit Ricci.
Il effectue des séjours d'enseignement au Viêt Nam à Saïgon et à Dalat, donnant des cours sur des religions d'Asie : l'hindouisme, le bouddhisme, qu'il reprend à partir de 1980 à l'université catholique Fu-Jen, à Nouveau Taipei. Son cours à Fu-Jen s'échelonnait sur trois années: I. Le Bouddhisme, II. Le Taoïsme, III. Les Aspects séculiers et religieux de la pensée chinoise. Le père Raguin est l'initiateur des colloques internationaux de sinologie organisés au centre culturel 'Les Fontaines' de Chantilly.
Yves Raguin meurt à Taipei le 9 décembre 1998 .

## Source
- Claude Larre, Yves Camus, Benoît Vermander, « La Vie du père Yves Raguin sj », Chine - Maduré - Madagascar - Jésuites en Mission, no 273,‎ juin-juillet-août 1999 (lire en ligne)